# Cardinal Black
Cardinal Black is een Welsh rhythm-and-blues-band die in 2020 werd opgericht. 
De oorsprong van de band gaat tien jaar verder terug toen zanger-bassist Tom Hollister, gitarist Chris Buck en drummer Adam Roberts een veelbelovend trio vormden. Met hulp van Steve Winwood nam de band enkele tracks op en ontwikkelden ze een live set. Op verzoek van Guns N' Roses' manager Alan Niven verhuisde de band van Wales naar Arizona om er een album te creëren. Het opnameproces stokte en de band viel in 2011 uit elkaar.
In 2020 tijdens de lockdowns van de coronapandemie vonden ze elkaar weer en wisselden met online middelen muzikale ideeën uit waarmee de songs voor een eerste EP’s werden geboren. Veel van de songs waren gestoeld op onafgemaakte ideeën van tien jaar daarvoor. Bassist Sam Williams werd aangetrokken om bassist van de band te worden zodat Hollister zich volledig op zijn zang kan concentreren. Op 10 mei 2021 kwamen de eerste single, Tell me how it feel en een gelijknamige EP uit. Chris Buck had in de jaren daarvoor een succesvol YouTube-kanaal opgebouwd en had onder gitaristen flink naam verworven. Bucks gitaarsolo in de song Tell me how it feels werd door lezers van Guitar World in de lijst van beste gitaarsolo's van 2021 op de zesde plaats gezet.
Op het podium wordt het kwartet uitgebreid met een toetsenist en een achtergrondzangeres. In 2022 toerde Cardinal Black in het voorprogramma van Peter Frampton’s laatste UK-tournee. Op 27 oktober 2022 werd January Came Close, het eerste album van Cardinal Black uitgebracht. In 2024 werden naast concerten in Europa ook drie concerten in de Verenigde Staten gegeven waarna een Noord-Amerikaanse toernee voor 2025 werd aangekondigd. Ook werd op 21 juni 2024 het live-album Live at The Memo uitgebracht. Het succes van de band bracht Chris Buck ertoe zijn YouTube-kanaal op een laag pitje te zetten.
Begin 2025 meldde Sam Williams dat hij "een stap terug deed" omdat hij voor zijn hypotheek een stabieler inkomen nodig had en op tournee gaan niet genoeg opbracht. Hij wordt vervangen door tour-bassisten. Op 23 mei 2025 werd Midnight at The Valencia, het tweede studio-album van de band, uitgebracht. Het album werd net buiten Zürich opgenomen in de Powerplay-studio van Cyrill Camenzind die het ook produceerde en eveneens de techniek verzorgde.

## Discografie
- Tell me how it feels (single, 10 mei 2021)
- Tell me how it feels (EP, 10 mei 2021)
- Jump in (single, 4 juni 2021)
- Cardinal Black (EP, 16 juli 2021)
- Rise Up (single 19 augustus 2022)
- I’m Ready (single, 9 september 2022)
- Ain’t my time (single, 30 september 2022)
- January Came Close (album, 27 oktober 2022)
- Live at The Memo, (live album, 21 juni 2024)
- Welcome to The Valencia (single, 6 September 2024)
- Holding my breath (single,18 februari 2025)
- Keep on running (single, 12 maart 2025)
- Need more time (single, 25 april 2025
- Midnight at The Valencia (album, 23 mei 2025)